# کوین کنستانت
کوین کُنستانت (فرانسوی: Kévin Constant‎ زاده ۱۵ مه ۱۹۸۷ در فرانسه) بازیکن پیشین فوتبال اهل گینه است.
در ژانویه ۲۰۱۳ باشگاه میلان قرارداد کُنستانت را از حالت قرضی به مالکیت مشکیت کُنستانت به باشگاه جنواِ منتقل کردند. وی در زمستان ۹۷ با عقد قراردادی سه و نیم ساله به تراکتور در لیگ برتر پیوست اما قرارداد وی در خرداد ۱۳۹۸ فسخ کرد و دلیل فسخ قرارداد در رسانه‌ها مشکلات قلبی وی ذکر شده‌است. وی در ۳۲ سالگی به دلایل شخصی اعلام بازنشستگی کرد.

## ردهٔ ملی

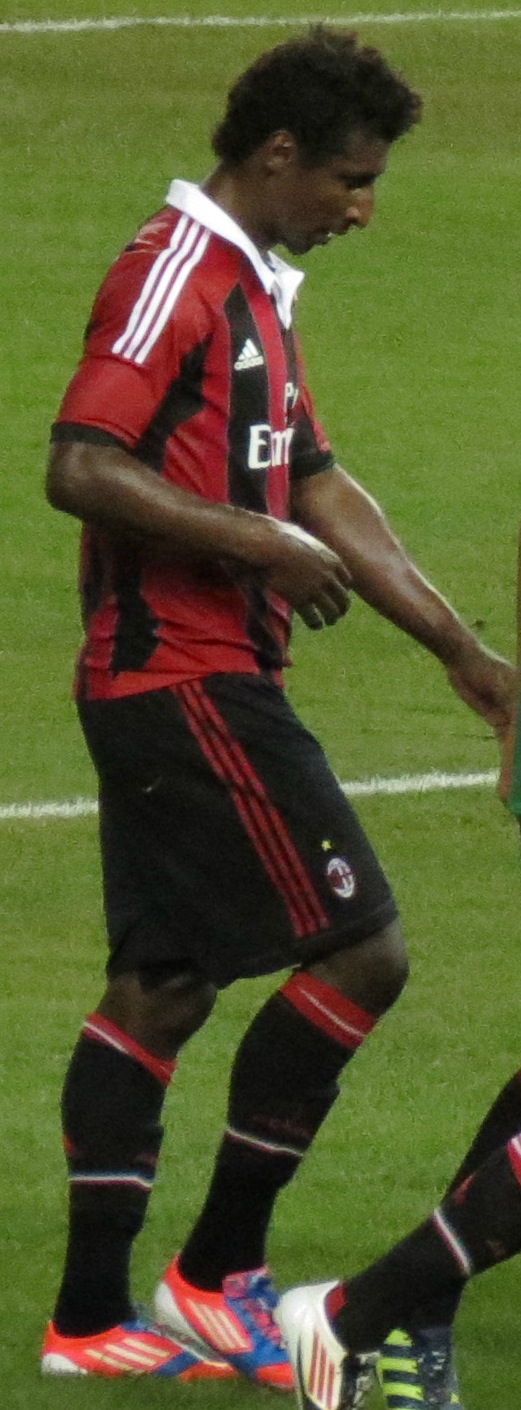
کوین کنستانت به همراه تیم میلان در سال ۲۰۱۲

کُنستانت تجارب ملی خود را از بازی در تیم زیر ۱۷ ساله‌های فرانسه آغاز کرد. در ادامه بواسطهٔ مادر گینه‌ای خود به‌عضویت تیم ملی گینه درآمد. او همچنین ۵ گل ملی را به نام خود ثبت کرد. دومین گل او در مرحلهٔ مقدماتی جام ملت‌های آفریقای ۲۰۱۲ و در مقابل نیجریه و سومین گل او دربرابر تیم ملی فوتبال ایران در یک بازی دوستانه به ثمر رسید.